# 九州横断の道 やまなみハイウェイ

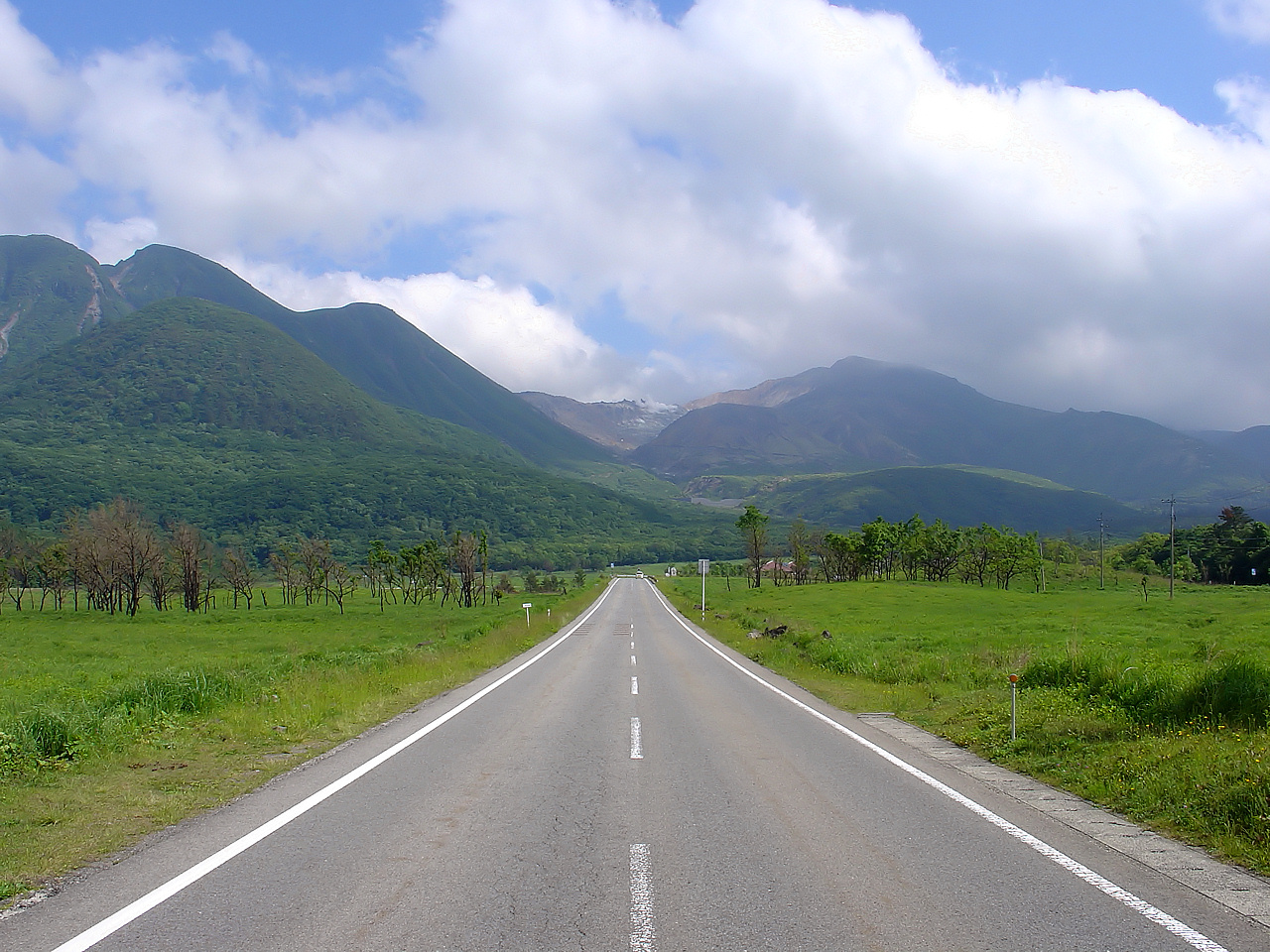
やまなみハイウェイ（大分県玖珠郡九重町）

九州横断の道 やまなみハイウェイ（きゅうしゅうおうだんのみち やまなみハイウェイ）は、大分県中部から西部に至る日本風景街道のひとつである。
名称に「やまなみハイウェイ」が含まれているが、大分県道11号別府一の宮線（やまなみハイウェイ）だけでなく、九重連山周辺の他の道路が含まれる。熊本県側のやまなみハイウェイである熊本県道11号別府一の宮線は、同じく日本風景街道の九州横断の道 阿蘇くまもと路に含まれている。

## 経緯
2007年（平成19年）11月26日に、九州における第1回登録の9ルートのうちの一つとして、国土交通省の日本風景街道に登録された。平成22年度の年間活動優秀賞を受賞している。

## 沿道
大分県別府市から竹田市に至るやまなみハイウェイと、九重連山周辺の道路からなる。

### 沿道の自治体
- 大分県
  - 別府市
  - 由布市
  - 玖珠郡九重町
  - 竹田市

### 主要な道路
- 国道500号
- 国道210号
- 国道442号
- 国道502号
- 大分県道11号別府一の宮線（やまなみハイウェイ）

### 沿道の名所・旧跡
- 別府温泉
- 由布院温泉
- 阿蘇くじゅう国立公園
  - 飯田高原
  - 久住高原
- やまなみハイウェイ
- 塚原高原
- 九重夢大吊橋
- 岡城趾

## 活動主体
- 九州横断の道やまなみハイウェイ協議会

## エリア内の道の駅
- 道の駅ゆふいん
- 道の駅竹田